# Sir Syed University of Engineering and Technology

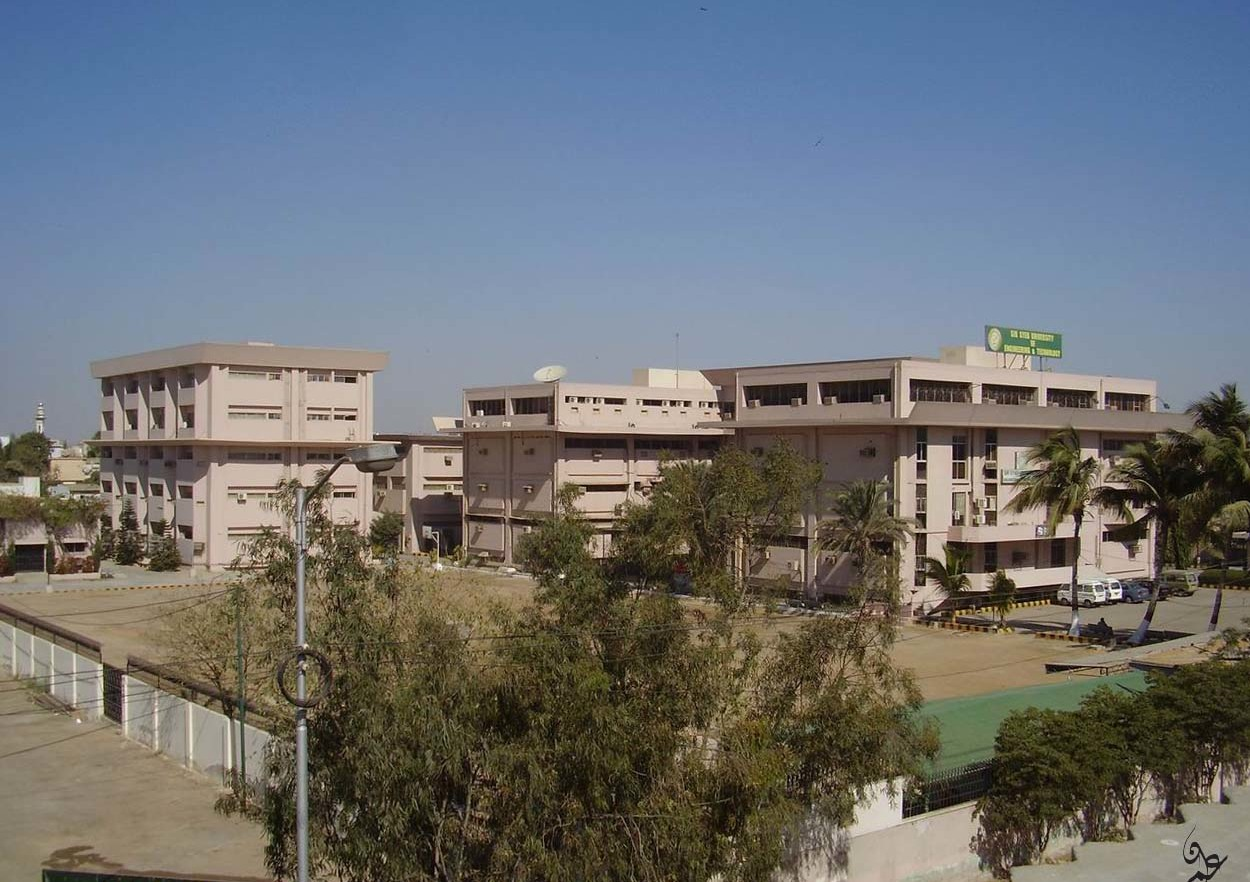
Vue du campus de l'université.

Sir Syed University of Engineering and Technology ou en français l'Université d'ingénierie et de technologie Sir Syed (en sindi : انجنيئرڱ ۽ ٽيڪنيڀياس جي جامعہ سر سيد) est un établissement d'enseignement supérieur pakistanais situé à Karachi, dans la province du Sind. Il a été fondé en 1993 et porte le nom de Syed Ahmad Khan, intellectuel précurseur du mouvement pour le Pakistan.
L'établissement est bien réputé dans le pays et délivre des diplômes reconnus internationalement. L'université organise son propre concours d'entrée. En 2010, près de 4 000 candidats ont été autorités à concourir pour 1 200 places. Elle compte au total près de 6 000 étudiants. 